# زهرة الدم المجعدة
زهرة الدم المجعدة (الاسم العلمي: Haemanthus crispus) هي نوع من النباتات تتبع جنس زهرة الدم من فصيلة النرجسية.